# Parargeleusa trispinosa
Parargeleusa trispinosa är en insektsart som beskrevs av Ronald Gordon Fennah 1950. Parargeleusa trispinosa ingår i släktet Parargeleusa och familjen vedstritar.
Artens utbredningsområde är Papua Nya Guinea. Inga underarter finns listade i Catalogue of Life.